# Ellis Parker Butler
Ellis Parker Butler (ur. 1869, zm. 1937) – amerykański pisarz i poeta. Był synem Audleya Gazzama Butlera and Adelli Vesey Butler. Przez rok uczęszczał do Muscatine High School. W 1899 ożenił się z Idą Anną Zipser. Jest autorem trzydziestu książek i dwóch tysięcy opowiadań o charakterze humorystycznym, pisanych w ciągu czterdziestu lat kariery literackiej.